# Река в овраге Дуплышко
Река в овраге Дуплышко (в верховье — в овраге Иловатый) — река в России, протекает по Сызранскому и Радищевскому районам Самарской и Ульяновской областях. Устье реки находится в 22 км по правому берегу реки Кубра. Длина реки составляет 16 км. Площадь водосборного бассейна — 96,8 км². Есть правый приток — Сухая Кубра (овраг Орловский).

## Данные водного реестра
По данным государственного водного реестра России относится к Нижневолжскому бассейновому округу, водохозяйственный участок реки — Волга от Куйбышевского гидроузла до Саратовского гидроузла, без рек Сок, Чапаевка, Малый Иргиз, Самара и Сызранка. Речной бассейн реки — Волга от верхнего Куйбышевского водохранилища до впадения в Каспий.
Код объекта в государственном водном реестре — 11010001512112100009217.